# منتخب سويسرا لكرة اليد للسيدات
منتخب سويسرا لكرة اليد للسيدات هو ممثل سويسرا الرسمي في المنافسات الدولية في كرة اليد للسيدات.